# Rejjie Snow
Alex Anyaegbunam (27 de junio de 1993), más conocido como Rejjie Snow, es un rapero irlandés procedente de Dublín.

## Infancia y adolescencia
Rejjie Snow nació en Dublín, Irlanda el 27 de junio de 1993. Creció en los barrios de Drumcondra en Dublín y estudio en Belvedere College SJ en el centro de la ciudad. Actuó en varias obras de teatro en el instituto y también formó parte del equipo de atletismo. Antes de su último año de instituto, se marchó en mayo de 2011. Más tarde, se marchó a Estados Unidos y comenzó a estudiar en la academia Montvendre en Florida para jugar al fútbol con una beca deportiva. Después de graduarse en el instituto en 2012, asistió al Savannah College of Art and Design en Savannah, Georgia con una beca deportiva estudiando cine y diseño. Tras un semestre, abandonó los estudios para volver a Irlanda donde se centró en su carrera musical.

## Carrera musical
Snow lanzó su primer mixtape, Rejovich'‘, en junio de 2013. Inmediatamente lideró la lista de Hip Hop de iTunes, por delante de lanzamientos de Kanye West y J Cole. Su pista, 1992, superó el millón de visitas en YouTube, junto con su anterior lanzamientoLost in Empathy. En junio de 2015, Snow lanzó su primera canción oficial, All Around the World, con la producción de Cm O´bi. El video, con la colaboración de Lily-Rose Depp, fue reproducido más de 500.000 veces en su primera semana. En 2016, Snow firmó con 300 Entertainment, con quien lanzó su pista, D.R.U.G.S, en septiembre. Su álbum debut, producido por el ganador del Grammy Rahki, está siendo el objetivo para la fecha de lanzamiento de 2017. En mayo de 2017, Snow lanzó un mixtape gratuito, The Moon & You. El álbum debut de Snow, Dear Annie, se lanzó el 16 de febrero de 2018.

## Discografía
Mixtapes
- Rejovich EP (2013)

Álbumes
- The Moon & You (2017)
- Dear Annie  (2018)